# Arquidiocese de Santiago de Cuba
A Arquidiocese de Santiago de Cuba (Archidiœcesis Sancti Iacobi in Cuba) é uma arquidiocese da Igreja Católica situada em Cuba. Acompanha o seu título o de Primaz de Cuba. Seu atual arcebispo é Dionisio Guillermo García Ibáñez. Sua Sé é a Catedral Nuestra Señora de la Asunción.
Possui 16 paróquias servidas por 26 padres, contando com 24,3% da população jurisdicionada batizada.

## História
A diocese de Baracoa foi eregida em 11 de fevereiro de 1517 com a bula Super specula do Papa Leão X, recebendo o território da diocese de Santo Domingo. Compreendia na origem toda a ilha de Cuba e era sufragânea da arquidiocese de Sevilha.
Em 28 de abril de 1522 assume o nome de diocese de Santiago de Cuba.
Em 1527 foi expandida através da incorporação do território da Diocese de La Vega, que foi suprimida. Foi eregida em 8 de agosto de 1511.
Em 12 de fevereiro de 1546 entrou na província eclesiástica de Santo Domingo.
Em 10 de setembro de 1787 cede uma porção do seu território em vantagem da ereção da diocese de San Cristóbal de la Habana.
Em 24 de novembro de 1803 é elevada ao posto de arquidiocese metropolitana com a bula In universalis Ecclesiae regimine do Papa Pio VII.
Em 1873 o governo republicano espanhol nomeou arcebispo Pedro Llorente Miguel, sem o consentimento da Santa Sé. O vigário geral e outros sacerdotes da diocese, incluindo o futuro cardeal e beato Ciriaco María Sancha y Hervás se opuseram à nomeação e foram presos. O cisma terminou no ano seguinte.
Sucessivamente cedeu muitas outras porções de território em vantagem da ereção de novas dioceses:
- em 10 de dezembro de 1912 em vantagem da diocese de Camagüey (hoje arquidiocese);
- em 8 de janeiro de 1979 em vantagem da diocese de Holguín;
- em 9 de dezembro de 1995 em vantagem da diocese do Santíssimo Salvador de Bayamo-Manzanillo;
- em 24 de janeiro de 1998 em vantagem da diocese de Guantánamo-Baracoa.

## Prelados
|                   | Nome                                                        | Período    | Notas                                                |
| Arcebispos        | Arcebispos                                                  | Arcebispos | Arcebispos                                           |
| ----------------- | ----------------------------------------------------------- | ---------- | ---------------------------------------------------- |
| 15º               | Dionisio Guillermo García Ibáñez                            | 2007-      | Atual                                                |
| 14º               | Pedro Claro Meurice Estiu                                   | 1970-2007  |                                                      |
| 13º               | Enrique Pérez Serantes                                      | 1948-1968  |                                                      |
| 12º               | Valentín (Manuel) Zubizarreta y Unamunsaga, O.C.D.          | 1925-1948  |                                                      |
| 11º               | Felix Ambrogio Guerra Fezza, S.D.B.                         | 1915-1925  |                                                      |
| 10º               | Francisco de Paula Barnada y Aguilar                        | 1899-1913  |                                                      |
| 9º                | Francisco Sáenz de Urturi y Crespo, O.F.M.                  | 1894-1899  |                                                      |
| 8º                | José María Justo Cos y Macho                                | 1889 -1892 | Nomeado Arcebispo (título pessoal) de Madrid         |
| 7º                | José María Martín de Herrera y de la Iglesia                | 1875-1889  | Nomeado Arcebispo de Santiago de Compostela          |
| 6º                | Primo Calvo y López                                         | 1861-1868  |                                                      |
| 5º                | Manuel María Negueruela Mendi                               | 1859-1861  |                                                      |
| 4º                | Antonio María Claret y Clará, C.M.F.                        | 1850-1859  |                                                      |
| 3º                | Cirilo de Alameda y Brea, O.F.M.                            | 1831-1849  |                                                      |
| 2º                | Mariano Rodríguez de Olmedo y Valle                         | 1824-1831  |                                                      |
| 1º                | Joaquín de Osés y Alzúa                                     | 1803-1823  |                                                      |
| Bispos            |                                                             |            |                                                      |
| 32º               | Joaquín de Osés y Alzúa                                     | 1792-1803  | Elevado à Arcebispo                                  |
| 31º               | Antonio Feliú y Centena                                     | 1789-1791  |                                                      |
| 30º               | Santiago José Hechavarría y Elguesúa                        | 1770-1788  | Nomeado Bispo de Tlaxcala                            |
| 29º               | Pedro Agustín Morell de Santa Cruz y Lora                   | 1753-1768  |                                                      |
| 28º               | José Laso de la Vega y Cansino, O.F.M.                      | 1731-1752  |                                                      |
| 27º               | Gaspar de Molina y Oviedo, O.S.A.                           | 1730-1731  | Nomeado Bispo de Barcelona                           |
| 26º               | Francisco de Izarregui                                      | 1730       | Renunciou                                            |
| 25º               | Jerónimo Nosti de Valdés, O.S. Bas.                         | 1705-1729  |                                                      |
| 24º               | Diego Evelino Hurtado de Compostela                         | 1685-1704  |                                                      |
| 23º               | Baltasar de Figueroa, O. Cist.                              | 1683-1684  |                                                      |
| 22º               | Juan Antonio García de Palacios                             | 1677-1682  |                                                      |
| 21º               | Gabriel Díaz Vara Calderón                                  | 1671-1676  |                                                      |
| 20º               | Alonso Bernardo de Ríos y Guzmán, O.SS.T.                   | 1668-1671  | Nomeado Bispo de Ciudad Rodrigo                      |
| 19º               | Juan de Sancto Mathía Sáenz de Mañozca y Murillo            | 1661-1668  | Nomeado Bispo de Santiago de Guatemala               |
| 18º               | Pedro de Reina Maldonado                                    | 1659-1660  | Morreu antes de ser consagrado.                      |
| 17º               | Juan de Montiel                                             | 1655-1657  |                                                      |
| 16º               | Nicolás de la Torre Muñoz                                   | 1649-1653  |                                                      |
| 15º               | Martín de Zelaya (Celaya) y Oláriz                          | 1645-1649  |                                                      |
| 14º               | Jerónimo Manrique de Lara y de Herrera, O. de M.            | 1629-1644  |                                                      |
| 13º               | Leonel de Cervantes y Caravajal                             | 1625-1629  | Nomeado Bispo de Guadalajara                         |
| 12º               | Gregorio de Alarcón, O.A.D.                                 | 1623-1624  |                                                      |
| 11º               | Alonso Enríquez de Toledo y Armendáriz, O. de M.            | 1610-1624  | Nomeado Bispo de Michoacán                           |
| 10º               | Juan de las Cabezas Altamirano                              | 1602-1610  | Nomeado Bispo de Santiago de Guatemala               |
| 9º                | Bartolomé de la Plaza, O.F.M.                               | 1597-1602  |                                                      |
| 8º                | Juan Antonio Diaz de Salcedo, O.F.M.                        | 1580-1597  | Nomeado Bispo da Nicarágua                           |
| 7º                | Juan del Castillo                                           | 1564-1578  |                                                      |
| 6º                | Bernardino de Villalpando, C.R.S.A.                         | 1561-1564  | Nomeado Bispo de Santiago de Guatemala               |
| 5º                | Fernando de Uranga (Urango)                                 | 1550-1556  |                                                      |
| 4º                | Diego de Sarmiento, O. Cart.                                | 1535-1544  |                                                      |
| 3º                | Miguel Ramírez de Salamanca, O.P.                           | 1530-1534  |                                                      |
| 2º                | Sebastián de Salamanca                                      | 1525-1526  |                                                      |
| 1º                | Juan de Witte Hoos (Ubite), O.P.                            | 1517-1525  |                                                      |
| Bispos-auxiliares |                                                             |            |                                                      |
|                   | Pedro Claro Meurice Estiu                                   | 1967-1970  | Elevado à Arcebispo                                  |
|                   | Francisco Antonio Pablo Sieni Flannings, O.F.M. Cap.        | 1784-1787  | Nomeado Bispo auxiliar de San Cristóbal de la Habana |
|                   | Santiago José Hechavarría y Elguesúa                        | 1768-1769  | Elevado à Bispo diocesano                            |
|                   | Pedro Ponce y Carrasco                                      | 1746-1762  | Nomeado Bispo de Quito                               |
|                   | José Francisco Martínez de Tejada y Díez de Velasco, O.F.M. | 1732-1745  | Nomeado Bispo de Yucatan                             |
|                   | Dionisio Resino (Rezino) y Ormachea, O.S.B.                 | 1705-1711  |                                                      |